# Libreria antiquaria

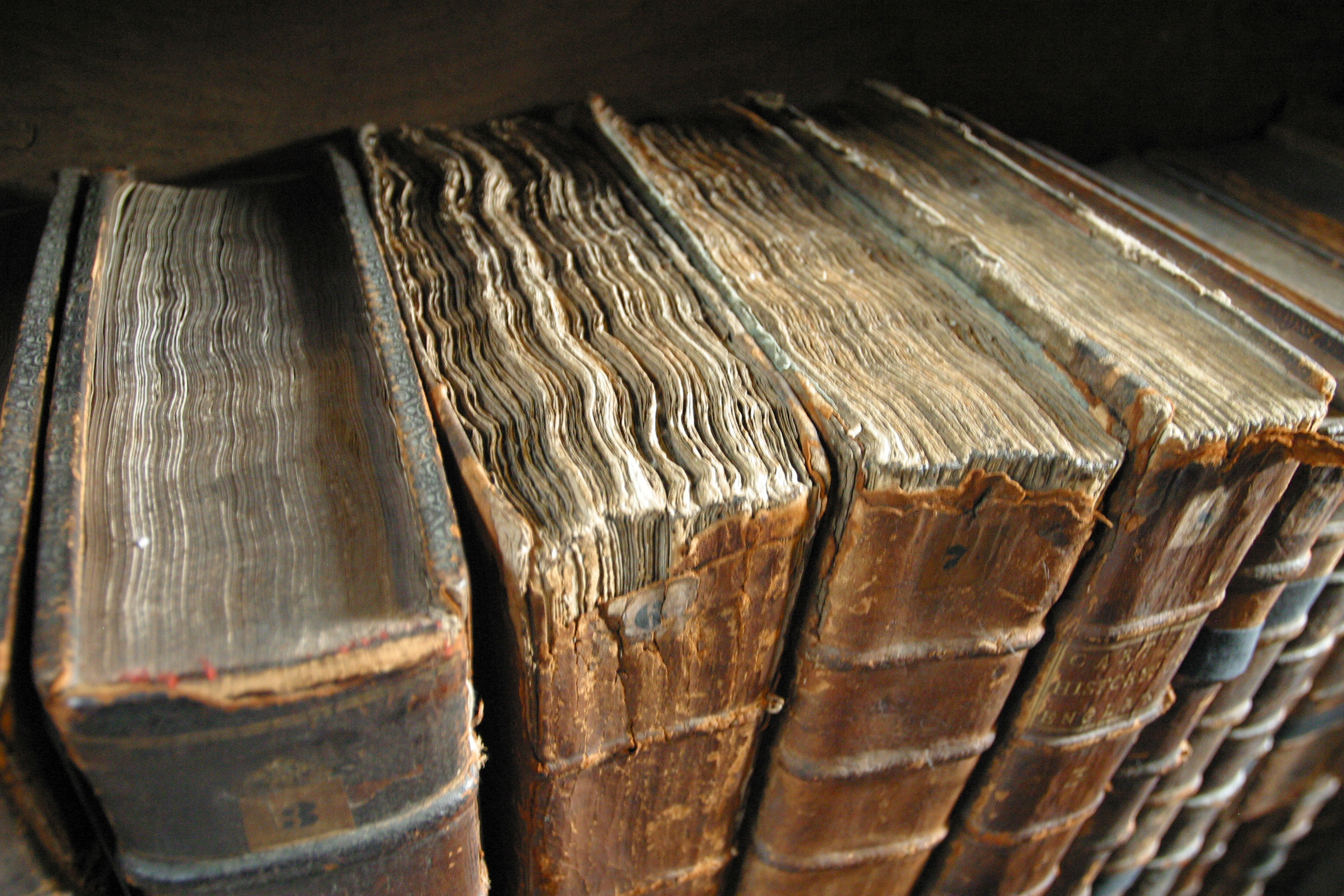
Libri antichi.

Una libreria antiquaria è una libreria specializzata nei documenti antichi o rari, nei manoscritti e nelle stampe e  incisioni antiche. Il librario antiquario reperisce sul mercato gli esemplari da destinare alla vendita e redige un catalogo per la propria clientela. Talvolta i cataloghi delle librerie antiquarie assumono la funzione di vere e proprie bibliografie specializzate. Il librario antiquario può fornire perizie (in termini di valore monetario o di condizioni fisico-materiali) su tali documenti.

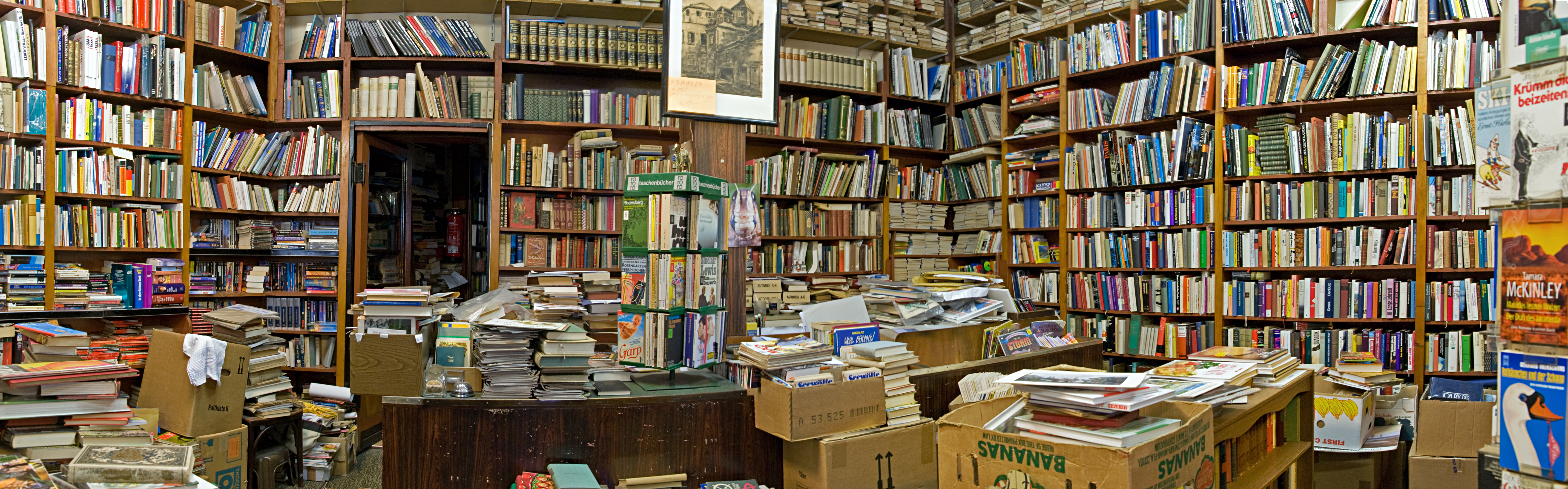
Una libreria antiquaria.

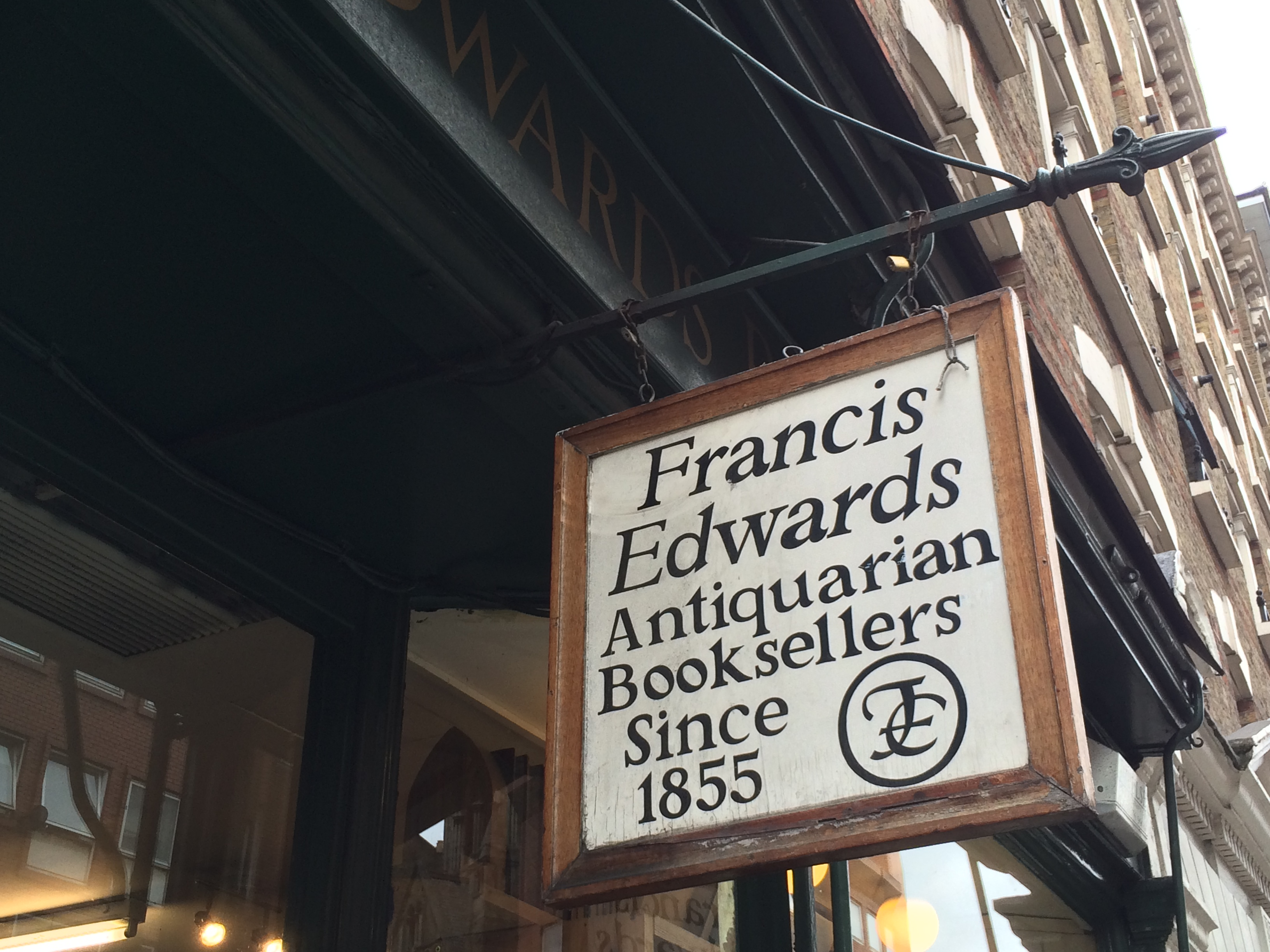
La antica libreria antiquaria di Francis Edwards a Londra

## Curiosità
Dopo la prima guerra mondiale, il poeta Umberto Saba rilevò una libreria antiquaria a Trieste, che curò per tutta la vita, anche se con qualche interruzione. Nel 1921, inoltre, pubblicò a sue spese il Canzoniere, con il marchio editoriale della libreria. Si occupò della libreria fino agli anni 40 del XX secolo, quando, a causa delle leggi razziali, fu costretto a trasferirsi a Firenze dall'amico Eugenio Montale, che lo aiutò a nascondersi. Per questo motivo, quando i soldati tedeschi giunsero a Trieste per arrestarlo, non lo trovarono e devastarono la sua abitazione e la stessa libreria.